# Tres Tombs de Sant Antoni Abat de Valls
Els Tres Tombs de Sant Antoni Abat de Valls són la celebració que enceta tant el calendari festiu anual de la capital de l'Alt Camp com el de les diferents festivitats dedicades a Sant Antoni Abat -17 de gener- a Catalunya. Són els més matiners del país, ja que tenen lloc diumenge següent a la diada dels Reis Mags de l'Orient. Ofereixen la millor col·lecció de carros de treball que es pot veure desfilar en aquesta festa en el conjunt de Catalunya, així com un dels itineraris de major bellesa plàstica en travessar el barri antic de la ciutat de Valls que obliga als carreters i traginers a desplegar totes les seves habilitats. El punt neuràlgic del recorregut arriba quan els carros enfilen des del carrer de la Cort la plaça del Blat i després el carrer Major, espais coneguts popularment com els tombs de l'ajuntament. Els Tres Tombs vallencs són també dels més participats del país pel que fa al nombre de cavalleries que hi prenen part, que supera les tres-centes cinquanta. A la plaça de la Font de la Manxa es fa una descripció detallada de tots els carros participants. En el segon tomb, al pas per davant de l'església de Sant Antoni, l'arxipreste de Valls beneeix les cavalleries.

## Història
La notícia més antiga que s'ha documentat és publicada al Diario de Valls, el 17 de gener de 1879, i testimonia que la celebració ja era anterior, així com el seu horari matinal i la benedicció realitzada vora l'església de Sant Antoni:
“Entre nueve y diez de esta mañana tiene lugar en esta villa la corrida o curso de las caballerías mayores y menores que pasan a la iglesia de San Antonio a recibir la bendición que se les da cada año. De desear sería, que los que cuidan de tales caballerías, pusiesen sumo cuidado en moderar la velocidad de su carrera para no atropellar a algunas criaturas, como ha sucedido algunos años; y los padres o madres de las criaturas en no dejarlas sueltas y abandonadas en tal sitio, y así se evitará el que tengamos que lamentar desgracias”.
La celebració va tenir llarga continuïtat i s'arriben a conservar documents fotogràfics dels anys seixanta i setanta del segle xx. Seria en aquests moments quan desapareixeria enmig d'un clima social i polític molt complex.
Els Tres Tombs foren recuperats l'any 1980.
El Govern de la Generalitat de Catalunya els declarà Festa tradicional d'interès nacional el 2010.